# عرب الفلبين
الفلبين، دولة يتواجد بها العديد من المهاجرين (خصوصاً الأمريكيتان والصين)، تواجد المجتمعات العربية بها ملحوظ. وحسب دراسة استقصائية حديثه، المهاجرون العرب حالياً يتراوح عددهم إلى حوالي 22,000 لكن هناك العديد من الفلبينيون يرجع أصولهم إلى جذور عربية، ينحدرون من التجار القديمين، الذين كانوا يزورون هذه الجزر من جنوبي الجزيرة العربية، أغلبية الفلبينيون من الأصول العربية يعيشون في مينداناو، مؤخراً أغلب المهاجرين، وأغلب رياد الأعمال يعيشون في مانيلا.